# Marguerite de Luxembourg
Marguerite de Luxembourg (née 24 mai 1335 – morte avant octobre 1349), connu également sous le nom de Marguerite de Bohême, est une reine de Hongrie par son mariage avec Louis Ier de Hongrie. Elle est la seconde enfant de Charles IV du Saint-Empire et de sa première épouse Blanche de Valois. Elle est membre de la maison de Luxembourg.

## Biographie
Marguerite est le second enfant né du premier mariage de son père. Elle est fiancée à l'âge de deux ans avec  le  comte Amédée VI de Savoie, le contrat est signé le 7 mars 1338. Toutefois le projet d'union est abandonné quand Amédée épouse la cousine de Marguerite, Bonne de Bourbon.
À l'âge de sept ans, Marguerite épouse en 1342 le roi  Louis Ier de Hongrie. Leur union dure sept années et reste sans enfants, probablement du fait du jeune âge de l'épouse car les époux n'ont pas le droit de consommer leur union, la mariée n'étant pas nubile. Elle meurt en 1349 encore mineure âgée d’environ 14 ans et est sans doute inhumée dans la basilique de Székesfehérvár. Sa mère Blanche ne lui survit qu'une année. Son époux veuf se remarie quatre années plus tard avec  Elisabeth de Bosnie.